# Galadra rhomboidata
Galadra rhomboidata är en fjärilsart som beskrevs av Walker 1865. Galadra rhomboidata ingår i släktet Galadra och familjen Crambidae. Inga underarter finns listade i Catalogue of Life.